# يوتيوب والخصوصية
واجه موقع يوتيوب منذ تأسيسه في عام 2005 مجموعة متزايدة من المشكلات الخصوصية، بما في ذلك الادعاءات التي تفيد بأنه يسمح للمستخدمين بتحميل مواد محمية بحقوق النشر غير المصرح بها، ويسمح بجمع المعلومات الشخصية للأطفال الصغار بدون موافقة والديهم.

## التاريخ المبكر (2005–2010)
في عام 2008، رفعت فياكوم دعوى قضائية ضد يوتيوب، مطالبة بتعويضات بمليار دولار، وقد زعمت أنها وجدت أكثر من 150,000 مقطعًا غير مصرح به من موادها على يوتيوب تمت مشاهدتها "مليار ونصف مرة مدهشة". ورد يوتيوب بالبيان بأنه "يتجاوز بكثير التزاماته القانونية في مساعدة مالكي المحتوى على حماية أعمالهم".
خلال نفس النزاع القضائي، فازت فياكوم بقرار قضائي يتطلب من يوتيوب تسليم 12 تيرابايتًا من البيانات التفصيلية حول عادات المشاهدة لكل مستخدم شاهد مقاطع الفيديو على الموقع. وانتقدت مؤسسة الحرية الإلكترونية هذا القرار القضائي، ووصفته بأنه "خسارة لحقوق الخصوصية".

## تسوية قانون حماية خصوصية الأطفال على الإنترنت
في أبريل 2018، قدم تحالف من 23 مجموعة (بما في ذلك CCFC وCDD وCommon Sense Media) شكوى للجنة التجارة الفيدرالية، متهمين يوتيوب بجمع معلومات من مستخدمين تحت سن الثالثة عشرة بدون موافقة الأهل، وهذا ينتهك قانون حماية خصوصية الأطفال على الإنترنت (COPPA).
في سبتمبر 2019، فرضت اللجنة عقوبة بمبلغ 170 مليون دولار على يوتيوب لجمعها معلومات شخصية من القصر الذين تقل أعمارهم عن 13 عامًا (على وجه الخصوص، سجل المشاهدة) دون موافقة الأهل، من أجل السماح لمشغلي القنوات بتقديم إعلانات مستهدفة على مقاطع الفيديو الخاصة بهم. وحسبما قررت اللجنة، كان يوتيوب جزئيًا مسؤولة بموجب COPPA، حيث أن تصنيف الخدمة وتقييمها للمحتوى على أنه مناسب للأطفال يشكل استهداف الموقع للأطفال. ومن أجل الامتثال للتسوية، تم إلزام يوتيوب بـ"تطوير وتنفيذ والحفاظ على نظام يتيح لمالكي القنوات تحديد ما إذا كان محتواهم على خدمة يوتيوب موجهًا للأطفال". وأعلن يوتيوب أيضًا أنه سيستثمر 100 مليون دولار على مدى السنوات الثلاث القادمة لدعم إنتاج "محتوى أطفال متأمل وأصلي".
بدأت شركة يوتيوب تنفيذ نهج الامتثال الخاص بها في نوفمبر 2019، وفقًا لاتفاقها مع هيئة التجارة الفيدرالية الأمريكية. واضطرت جميع القنوات إلى الإعلان عما إذا كان محتواها موجهًا "للأطفال"، إما على مستوى القناة بأكملها أو على أساس الفيديو الفردي. وأوضحت الشركة أن الفيديو يعتبر "موجهًا للأطفال" إذا كانت جمهوره الأساسي هم الأطفال، أو إذا كان "موجهًا" للأطفال بناءً على مختلف العوامل والإرشادات المتعلقة (حتى لو لم يكن الأطفال هم الجمهور الأساسي)، بما في ذلك استخدام ممثلين أطفال، "شخصيات أو مشاهير أو ألعاب تستهوي الأطفال"، وصور "أنشطة تستهوي الأطفال مثل التمثيل، والأغاني البسيطة أو الألعاب، أو التعليم المبكر"، والأشعار والأغاني والقصص المقصودة للأطفال، وغير ذلك. ستستخدم يوتيوب تعلم الآلة للعثور على الفيديوهات التي تعتبر بشكل واضح "موجهة للأطفال" ووضع علامة عليها تلقائيًا، ولكنها لن تساعد أو تنصح مبدعي المحتوى بالفيديوهات التي تندرج ضمن فئات غير واضحة، حيث يعد هذا تقديمًا للمشورة القانونية.
وحتى لا يتم جمع البيانات من الأطفال دون موافقتهم، تم تقليص وظائف الفيديوهات التي تم وضع علامة عليها بأنها "موجهة للأطفال" تلقائيًا، بدءًا من 6 يناير 2020. ونتيجة لذلك، تم تعطيل الميزات الاجتماعية والمجتمعية مثل شاشات النهاية والحاجيات الأخرى، ووظائف الإشعارات، والتعليقات، ويمكن تحقيق الربح من الفيديوهات فقط من خلال الإعلانات النصية المتعلقة ببيانات الفيديو.
وبالإضافة إلى ذلك، يتحمل أصحاب القنوات المسؤولية القانونية في حال عدم وضع علامات مناسبة على القنوات أو الفيديوهات كمحتوى "موجه للأطفال"، حيث يمكن لهيئة التجارة الفيدرالية فرض غرامات تصل إلى 42,000 دولار عن كل فيديو ينتهك القوانين، ولكنها أوضحت أن المبلغ سيكون بناءً على "الحالة المالية للشركة وتأثير العقوبة على قدرتها على البقاء في الأعمال التجارية".
في 10 ديسمبر 2019، واستشهادًا بالانتقادات المذكورة أعلاه، قدمت يوتيوب تعليقات لهيئة التجارة الفيدرالية طالبةً التوضيح بشأن قواعد COPPA، وذلك بالإشارة إلى حالات الحدود المذكورة أعلاه. وبدأت يوتيوب في التعامل مع جميع الفيديوهات المصنفة بأنها "موجهة للأطفال" على أنها مسؤولة بموجب قانون COPPA في 6 يناير 2020، مما أدى إلى تأثير الفيديوهات التي تحتوي على المخدرات واللفظ البذيء والمحتوى الجنسي والعنف (بالإضافة إلى الفيديوهات المقيدة بالعمر)، على الرغم من أن يوتيوب تزعم أن مثل هذا المحتوى "غالبًا ليس موجهًا للأطفال".